# Orsinome vethi
Espèce
Synonymes
- Pachygnatha vethii Hasselt, 1882
- Orsinome listeri Gravely, 1921
- Labulla nepula Tikader, 1970

Orsinome vethi est une espèce d'araignées aranéomorphes de la famille des Tetragnathidae.

## Distribution
Cette espèce se rencontre en Inde, en Chine, au Viêt Nam, au Laos, en Malaisie et en Indonésie à Sumatra, à Java et à Florès.

## Description
Le mâle décrit par Thorell en 1890 mesure 7 mm et la femelle 8,25 mm.

## Étymologie
Cette espèce est nommée en l'honneur de Pieter Johannes Veth.

## Publication originale
- Hasselt, 1882 : Araneae. Midden Sumatra IV. 3de Aflev. Naturlijke Historie. Leiden, vol. 11A, p. 1-56.